# 短梗苞茅
短梗苞茅（学名：Hyparrhenia diplandra）为禾本科苞茅属下的一个种。